# Enugu (delstat)
Enugu er en delstat i den sydøstlige del af Nigerias indland, øst for Nigerfloden. Den udgjorde frem til 1991 den østlige del af Anambra, men dannede derefter sin egen delstat. Indbyggerne i Enugu er hovedsagelig igboer.

## Geografi
Enugu grænser mod nordvest til delstaten Kogi, mod nordøst til delstaten Benue, mod syd til delstaten Abia, mod vest til delstaten Anambra og mod øst til delstaten Ebonyi.
Den vestlige del af delstaten består hovedsageligt af et plateau-landskab, cirka 300 meter over havet. Mod øst er landskabet lavere. 

### Inddeling
Delstaten er inddelt i 17 Local Government Areas me navnene: Aninri, Awgu, Enugu East, Enugu North, Enugu South, Ezeagu, Igbo-Etiti, Igbo-Eze North, Igbo-Eze South, Isi-Uzo, Nkanu East, Nkanu West, Nsukka, Oji River, Udenu, Udi og Uzo-Uwani.

## Erhverv
Landbrug er et vigtigt erhverv, og her dyrkes yams, oliepalmer, majs, ris og maniok. Ved hovedsataden Enugu er der store kulminer, og i delstaten udvindes også kalksten og jernmalm.